# ريناته فيشر
ريناته فيشر (بالألمانية: Renate Fischer)‏ هي مؤرخة طبية ‏ وممثلة ألمانية، ولدت في 20 أبريل 1930 ببرلين في ألمانيا، وتوفيت في 7 ديسمبر 2008 في الولايات المتحدة.

## وصلات خارجية
- ريناته فيشر على موقع IMDb (الإنجليزية)
- ريناته فيشر على موقع ألو سيني (الفرنسية)
- ريناته فيشر على موقع أول موفي (الإنجليزية)
- ريناته فيشر على موقع قاعدة بيانات الأفلام السويدية (السويدية)
- ريناته فيشر على موقع قاعدة بيانات الفيلم (الإنجليزية)
- ريناته فيشر على موقع كينوبويسك (الروسية)